# Proteidae
Proteidae é uma família de anfíbios pertencentes à ordem Caudata.
Esta família esta dividida em 2 géneros: Necturus, com seis espécies no norte da América; Proteus, com apenas uma espécie europeia.
Nunca desenvolvem pulmões capazes de extrair oxigénio do ar. Vivem o tempo inteiro debaixo de água, desenvolvendo brânquias externas que são semelhantes às dos peixes, sem cobertura.
Alimentam-se de gastrópodes, larvas de insectos, pequenos peixes e minhocas.
Podem viver 20 anos, atingindo a maturidades por volta dos 5 anos.

## Classificação
- Género Necturus Rafinesque, 1819
  - Necturus alabamensis Viosca, 1937
  - Necturus beyeri Viosca, 1937
  - Necturus lewisi Brimley, 1924
  - Necturus louisianensis
  - Necturus maculosus (Rafinesque, 1818)
  - Necturus punctatus (Gibbes, 1850)
- Género Proteus Laurenti, 1768
  - Proteus anguinus Laurenti, 1768